# Богдановка (Бессарабський район)
Богдановка (рум. Bogdanovca) — село в Молдові в Бессарабському районі. Входить до складу комуни, адміністративним центром якої є село Ісерлія.
Згідно з переписом населення 2004 року у селі проживало 10 українців, що складало 20% від населення села.
| Молдова | Це незавершена стаття з географії Молдови. Ви можете допомогти проєкту, виправивши або дописавши її. |

1. ↑  http://www.statistica.md/public/files/Recensamint/Recensamintul_populatiei/vol_1/2_Populatia_pe_sexe_localit_ro.xls